# Cryphia diachorisma
Cryphia diachorisma là một loài bướm đêm trong họ Noctuidae.